# Жежер Анатолій Михайлович
Жежер Анатолій Михайлович — український художник-живописець, працював в області станкового живопису. Заслужений художник України.

## Біографія
Народився 5 грудня 1937 р. в м. Дніпродзержинську Дніпропетровської області. Першим кроком на шляху осягнення мистецтва була студія образотворчого мистецтва Палацу культури металургів міста Дніпродзержинська. Наступний крок — навчання в Дніпропетровському художньому училищі, яке він закінчив в 1961 році, викладачі — народний художник України Г. Г. Чернявський, заслужені художники України М. І. Родзін та М.С Боровський. Після закінчення художнього училища відкрилася принадлива перспектива — подальше навчання в Ленінграді, в Інституті живопису, скульптури і архітектури імені Іллі Юхимовича Рєпіна. Анатолій Жежер вступає до інституту, але життя внесло свої корективи, довелось працювати художником-оформлювачем, дизайнером, монументалістом, викладати у дитячій художній школі міста Рівне, де в 1970 році був нагороджений ювілейною медаллю «За доблесну працю». З 1973 працює і проживає у Дніпродзержинську.
Член Спілки художників СРСР з 1978 р.
Роботи художника знаходяться у Дніпропетровському художньому та історичному музеях, музеї історії міста Дніпродзержинська, приватних колекціях в Україні, Росії, США, Угорщині, Польщі, Франції, Австрії, та ін.
Указом Президента України від 7 листопада 2014 року Анатолію Михайловичу Жежеру присвоєно звання Заслуженого художника України. Помер 20 вересня 2020 року.

## Участь у виставках
Учасник обласних виставок з 1961 р., республіканських з 1967 р., всесоюзних з 1967 р.,зарубіжних 1986 р.
Персональні виставки:
1. Дніпропетровський художній музей 1980
2. Дніпропетровський художній музей 2007
3. Дніпропетровський художній музей 2014